# Campeonato Mundial de Corta-Mato de 2002
O 30º Campeonato Mundial de Corta-Mato foi realizado em 23 e 24 de março de 2002, em Dublin, República da Irlanda. 

## Resultados

### Corrida Longa Masculina

#### Individual
| Medalha | Atleta            | País     | Tempo     |
| Ouro    | Kenenisa Bekele   | Etiópia  | 34:52 min |
| Prata   | John Yuda Msuri   | Tanzânia | 34:58 min |
| Bronze  | Wilberforce Talel | Quênia   | 35:20 min |

#### Equipas
| Medalha | Selecção                                                                                             | Marca  |
| Ouro    | Quênia · Wilberforce Talel (3º) · Richard Limo (4º) · Charles Kamathi (5º) · Albert Chepkurui (6º)   | 18 pts |
| Prata   | Etiópia · Kenenisa Bekele (1º) · Assefa Mezgebu (12º) · Habte Jifar (16º) · Fita Bayisa (17º)        | 43 pts |
| Bronze  | Marrocos · Abderrahim Goumri (7º) · Jaouad Gharib (10º) · Saïd Berioui (21º) · Elarbi Khattabi (27º) | 58 pts |

### Corrida Curta Masculina

#### Individual
| Medalha | Atleta          | País    | Tempo     |
| Ouro    | Kenenisa Bekele | Etiópia | 12:11 min |
| Prata   | Luke Kipkosgei  | Quênia  | 12:18 min |
| Bronze  | Hailu Mekonnen  | Etiópia | 12:20 min |

#### Equipas
| Medalha | Selecção                                                                                                 | Marca  |
| Ouro    | Quênia · Luke Kipkosgei (2º) · Sammy Kipketer (4º) · Julius Nyamu (6º) · Joseph Kosgei (8º)              | 20 pts |
| Prata   | Etiópia · Kenenisa Bekele (1º) · Hailu Mekonnen (3º) · Mohammed Awol (13º) · Abiyote Abate (15º)         | 32 pts |
| Bronze  | Espanha · Antonio David Jiménez (7º) · Isaac Viciosa (14º) · Alberto García (17º) · Roberto García (22º) | 57 pts |

### Corrida Júnior Masculina

#### Individual
| Medalha | Atleta                      | País    | Tempo     |
| Ouro    | Gebre-egziabher Gebremariam | Etiópia | 23:18 min |
| Prata   | Abel Cheruiyot              | Quênia  | 23:19 min |
| Bronze  | Boniface Kiprop Toroitich   | Uganda  | 23:28 min |

#### Equipas
| Medalha | Selecção | Marca  |
| Ouro    | Quênia   | 18 pts |
| Prata   | Etiópia  | 24 pts |
| Bronze  | Uganda   | 37 pts |

### Corrida Longa Feminina

#### Individual
| Medalha | Atleta           | País           | Tempo     |
| Ouro    | Paula Radcliffe  | Reino Unido    | 26:55 min |
| Prata   | Deena Drossin    | Estados Unidos | 27:04 min |
| Bronze  | Colleen De Reuck | Estados Unidos | 27:17 min |

#### Equipas
| Medalha | Selecção                                                                                                  | Marca  |
| Ouro    | Etiópia · Eyerusalem Kuma (5ª) · Merima Denboba (6ª) · Leila Aman (7ª) · Teyeba Erkesso (10ª)             | 17 pts |
| Prata   | Estados Unidos · Deena Drossin (2ª) · Colleen De Reuck (3ª) · Jennifer Rhines (12ª) · Milena Glusac (23ª) | 38 pts |
| Bronze  | Quênia · Rose Cheruiyot (8ª) · Pamela Chepchumba (9ª) · Leah Malot (11ª) · Jane Omoro (14ª)               | 41 pts |

### Corrida Curta Feminina

#### Individual
| Medalha | Atleta           | País    | Tempo     |
| Ouro    | Edith Masai      | Quênia  | 13:30 min |
| Prata   | Werknesh Kidane  | Etiópia | 13:36 min |
| Bronze  | Isabella Ochichi | Quênia  | 13:39 min |

#### Equipas
| Medalha | Selecção | Marca  |
| Ouro    | Etiópia · Werknesh Kidane (2ª) · Abebech Negussie (6ª) · Amina Godana (8ª) · Genet Gebregiorgis (16ª)       | 32 pts |
| Prata   | Quênia · Edith Masai (1ª) · Isabella Ochichi (3ª) · Nancy Wambui (13ª) · Jane Kiptoo (17ª)                  | 34 pts |
| Bronze  | Irlanda · Sonia O'Sullivan (7ª) · Anne Keenan-Buckley (10ª) · Rosemary Ryan (19ª) · Maria McCambridge (62ª) | 85 pts |

### Corrida Júnior Feminina

#### Individual
| Medalha | Atleta           | País    | Tempo     |
| Ouro    | Viola Kibiwot    | Quênia  | 20:13 min |
| Prata   | Tirunesh Dibaba  | Etiópia | 20:14 min |
| Bronze  | Vivian Cheruiyot | Quênia  | 20:22 min |

#### Equipas
| Medalha | Selecção | Marca  |
| Ouro    | Quênia   | 13 pts |
| Prata   | Etiópia  | 24 pts |
| Bronze  | Japão    | 63 pts |